# FK Senja
FK Senja is een Noorse voetbalclub uit Silsand in de noordelijke provincie Troms. In 1949 werd de club opgericht met de naam Silsand OIL, maar wijzigde in het jaar 2000 de naam naar de huidige. Het standaardelftal speelt in de hogere amateurreeksen, in 2024 de 4. divisjon. Rivaal van de club is Finnsnes IL, dat tevens op het eiland Senja ligt. 